# 袁晁
袁晁（？—764年），又名袁鼂，台州（今浙江临海）人，唐朝时江南民变领袖。

## 生平
袁晁原是台州鞭吏。宝应元年（762年），朝廷为追征江淮地区在安史之乱八年赊欠租调，在租庸使元载的建议下，派豪吏为县令，搜括民间粟帛。袁晁不愿残虐百姓、征赋不力，遭受鞭背之刑。八月，他在翁山（今舟山岛）率众起义，攻破台州州治临海郡，赶走了台州刺史史叙，年号宝胜，“民疲於賦斂者多歸之”。袁晁的軍隊分北、西、南三路進攻：首先攻克越州（今浙江绍兴），然后攻取衢州（今浙江衢县）。九月（癸卯），袁軍陷信州（治今江西上饒），十月（乙卯），又陷溫州及明州（治今浙江鄞县）。前後連克江東十州，拥众近二十万。
唐廷派李光弼率领精锐部队镇压。李光弼派其部將張伯儀、御史中丞袁傪、偏將王棲曜和李長榮等率領各軍征討。唐军分东西两路，合围袁晁軍，西路军将领為张伯仪，东路军指挥是袁傪。十二月，張伯儀擊敗袁晁於衢州，立下第一功。袁晁軍則由衢州西進信州之際，在常山遭遇洪州觀察使張鎬部隊的伏擊，挺進上饒的袁晁軍三千人馬全軍覆沒。李光弼的部將柏良器由浙西入婺州，袁傪率領李自良、張伯儀、王栖曜、李長榮等東行征討叛軍直至台州。次年四月，袁晁在關嶺山石壘寨（今天台关岭）战败被俘，送到长安后被杀。其弟袁瑛率五百人退保宁海北紫溪洞，被唐军團團包围，不得出，最後全部饿死。